# Дело, которое надо уладить
«Дело, которое надо уладить» (пол. Sprawa do załatwienia) — польский чёрно-белый художественный фильм 1953 года, кинокомедия в жанре социалистического реализма.

## Сюжет
Журналист Стефан Висневский приезжает на провинциальную фабрику, с целью сделать репортаж о передовике производства Зосе. Он обещает ей свою помощь в покупке музыкальных инструментов для фабричного коллектива самодеятельности. Когда главная героиня фильма приезжает в столицу за пианино, оказывается, что Стефан забыл о своем обещании. Желая исправить возникшую ситуацию, он пытается быстро решить вопрос покупки музинструмента, однако здесь их подстерегают неприятности...

## В ролях
- Адольф Дымша — пассажир поезда / таксист / клерк / официант / репортер / продавец / пижон / боксер.
- Казимеж Опалиньский — пассажир спального вагона / директор,
- Ханка Белицкая — пассажирка поезда / торговка,
- Юзеф Кондрат — пассажир поезда / бухгалтер,
- Ирена Квятковская — пассажирка поезда,
- Адам Квятковский — пассажир поезда,
- Юзеф Лодыньский — пассажир поезда,
- Гизеля Пётровская — Зофья Липиньская,
- Богдан Невиновский — Стефан Висневский, тележурналист,
- Казимеж Брусикевич — телевизионный техник,
- Анджей Богуцкий — работник телевидения,
- Эдвард Дзевоньский — директор фабрики,
- Лех Ордон — Ежи, руководитель светлицы,
- Юлиуш Лущевский — руководитель магазина с музыкальными инструментами,
- Станислав Яворский — портье,
- Ян Курнакович – телевизионный техник
- Ванда Якубиньская — секретарша начальника,
- Вацлав Янковский — внимательный официант,
- Станислав Лапиньский — директор ресторана,
- Станислав Волиньский — мужчина ожидающий на такси,
- Барбара Краффтувна — служащая,
- Зофья Ямры — женщина пижона на боксерском матче,
- Адам Мулярчик — зритель на боксерском матче,
- Казимеж Вихняж — зритель на боксерском матче,
- Эдвард Вихура — зритель на боксерском матче,
- Густав Люткевич — плэйбой,
- Анджей Лапицкий — голос рассказчика,
- Барбара Баргеловская
- Клеменс Мельчарек и др.